# Якшино (Ленинградская область)
Якшино — деревня в Лидском сельском поселении Бокситогорского района Ленинградской области.

## История
Согласно X-ой ревизии 1857 года:

ЯКШИНО — деревня, принадлежит М. П. Ушаковой: хозяйств — 4, жителей: 7 м. п., 13 ж. п., всего 20 чел.; Соловьёвой (Ушаковой): хозяйств — 3, жителей: 7 м. п., 5 ж. п., всего 12 чел.

По земской переписи 1895 года:

  
ЯКШИНО — деревня, крестьяне бывшие М. П. Ушаковой: хозяйств — 8, жителей: 26 м. п., 21 ж. п., всего 47 чел.; крестьяне бывшие Соловьёвой (Ушаковой): хозяйств — 3, жителей: 8 м. п., 7 ж. п., всего 15 чел.

В конце XIX — начале XX века деревня административно относилась к Верховско-Вольской волости 1-го земского участка 3-го стана Устюженского уезда Новгородской губернии.

ЯКШИНО — деревня Потокского сельского общества, число дворов — 15, число домов — 20, число жителей: 47 м. п., 59 ж. п.; Занятие жителей: земледелие, лесные заработки. Река Лидь. Земский перевоз. (1910 год)

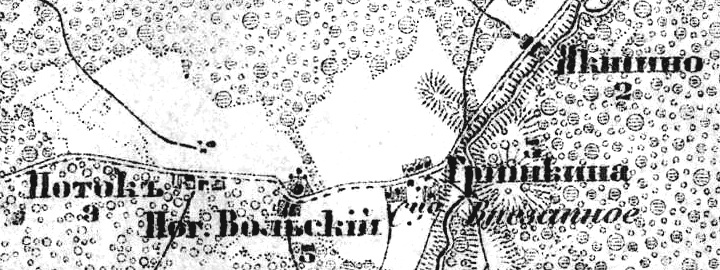
Деревня Якшино на карте 1917 года

Согласно карте Новгородской губернии 1917 года, деревня насчитывала 2 крестьянских двора.
С 1917 по 1927 год деревня входила в состав Советской волости Устюженского уезда Череповецкой губернии. 
С 1927 года, в составе Потокского сельсовета Ефимовского района.
В 1928 году население деревни составляло 128 человек.
По данным 1933 года деревня Якшино входила в состав Потокского сельсовета Ефимовского района.
С 1965 года, в составе Бокситогорского района.
По данным 1966 и 1973 годов деревня Якшино также входила в состав Потокского сельсовета Бокситогорского района.
По данным 1990 года деревня Якшино входила в состав Потокского сельсовета.
В 1997 году в деревне Якшино Подборовской волости проживали 8 человек, в 2002 году — 9 человек (русские — 89 %).
В 2007 году в деревне Якшино Подборовского сельского поселения проживали 4 человека, в 2010 году — 13.
Со 2 июня 2014 года — в составе вновь созданного Лидского сельского поселения Бокситогорского района.
В 2015 году в деревне Якшино Лидского СП проживали 10 человек.

## География
Деревня расположена в восточной части района на автодороге 41К-033 (Сомино — Ольеши), близ железнодорожной линии Волховстрой I — Вологда.
Расстояние до посёлка Подборовье — 13 км.
Расстояние до ближайшей железнодорожной станции Заборье — 6 км. Ближайший остановочный пункт — платформа 7 км.
Деревня находится на правом берегу реки Лидь.

## Демография
| 1997 | 2002 | 2007 | 2010 | 2017 |
| ---- | ---- | ---- | ---- | ---- |
| 17   | ↘15  | ↘6   | →6   | ↘3   |

## Инфраструктура
На 1 января 2016 года в деревне было зарегистрировано 1 домохозяйство.